# Shirwit Gaber
Pour les articles homonymes, voir Gaber.
Shirwit Gaber (en arabe : شيرويت جابر), née le 18 janvier 1998, est une escrimeuse égyptienne.

## Carrière
Aux Championnats d'Afrique d'escrime 2015 au Caire, Shirwit Gaber est médaillée de bronze en épée par équipes. Elle est ensuite médaillée d'argent en épée par équipes aux Jeux africains de 2015 à Brazzaville et médaillée d'or par épée par équipes aux Championnats d'Afrique d'escrime 2016 à Alger.
Aux Championnats d'Afrique d'escrime 2017 au Caire, elle est médaillée d'argent en épée par équipes et médaillée de bronze en épée individuelle.
Elle est ensuite médaillée d'or en épée par équipes et médaillée d'argent en épée individuelle aux Championnats d'Afrique 2019 à Bamako.
Elle est médaillée d'or en épée par équipes ainsi que médaillée d'argent en épée individuelle aux Championnats d'Afrique 2022 à Casablanca. 
Elle est médaillée d'or en épée par équipes aux Championnats d'Afrique 2023 au Caire.

## Famille
Elle est la sœur de l'escrimeuse Salwa Gaber.